# Antiquark up
Antiquark up é um antiquark, a antipartícula do quark up. Ele possui a mesmas características que o quark up, possui massa estimada de 1,8 e 3,0 MeV/c². A sua carga elétrica é a contrária do up, de -(2/3) e spin 1/2 e número bariônico -1/3.
Os píons carregados (π±) são mésons contendo um quark up e um antiquark down. Um antipróton é composto de dois antiquarks ups e um antiquark down e um antinêutron é composto de um antiquark up e dois antiquarks downs.